# Disabilità intellettiva legata al cromosoma X
La dizione disabilità intellettiva legata all'X (precedentemente nota come ritardo mentale legato all'X) si riferisce a forme di disabilità intellettiva che sono specificamente associate all'eredità recessiva legata al cromosoma sessuale X.
Come con la maggior parte dei disturbi legati all'X, i maschi sono più colpiti rispetto alle femmine. Le femmine con un cromosoma X affetto e un cromosoma X normale tendono ad avere sintomi più lievi.
A differenza di molti altri tipi di disabilità intellettiva, la genetica di queste condizioni è relativamente ben compresa. È stato stimato che ci sono circa 200 geni coinvolti in questa sindrome; di questi, ne sono stati identificati circa 100. Molti di questi geni si trovano sul braccio corto "p" del cromosoma e le duplicazioni in Xp11.2 sono associate alla forma sindromica della condizione.
La disabilità intellettiva legata all'X rappresenta circa il 16% di tutti i casi di disabilità intellettiva nei maschi.

## Sindromi associate
Diverse sindromi legate all'X includono disabilità intellettiva come parte del quadro clinico. Queste includono:
- Sindrome di Coffin-Lowry
- Sindrome MASA
- Sindrome da duplicazione di MECP2
- Sindrome del ritardo mentale da alfa talassemia legata all'X
- Ritardo mentale e microcefalia con ipoplasia pontina e cerebellare

## Elenco dei geni coinvolti
Di seguito è riportato un elenco di geni situati sul cromosoma X e collegati alla disabilità intellettiva. Esistono anche diversi loci che non sono stati associati a un gene specifico.
- IQSEC2: codifica un fattore di scambio per la famiglia Arf di piccole proteine leganti GTP, coinvolte nella formazione di vescicole secretorie.[7]
- TM4SF2: è un membro della famiglia di proteine con domini transmembrana (tetraspanine). Questo gene è anche associato a malattie neuropsichiatriche come la corea di Huntington.[8]
- AP1S2: subunità complessa AP-1 sigma-2.[9][10] Il complesso proteico adattatore 1 si trova sulla faccia citoplasmatica delle vescicole situate nel complesso del Golgi, dove media sia il reclutamento della clatrina alla membrana sia il riconoscimento dei segnali di smistamento all'interno delle code citosoliche dei recettori transmembrana.
- ACSL4: la ligasi 4 degli acidi grassi a lunga catena-CoA è un enzima della famiglia delle ligasi degli acidi grassi a catena lunga - coenzima A. Converte gli acidi grassi liberi a catena lunga in esteri acilici grassi - CoA e quindi svolge un ruolo chiave nella biosintesi dei lipidi e nella degradazione degli acidi grassi.[11] Questo isozima utilizza preferenzialmente l'arachidonato come substrato.
- ZNF41: la proteina 41 a dito di zinco è un probabile fattore di trascrizione della famiglia del dito di zinco.[12]
- DLG3: Dischi grandi omologhi 3, chiamati anche DLG neuroendocrini o proteina 102 associata alla sinapsi (SAP-102).[13] DLG3 è un membro della superfamiglia della guanilato chinasi (MAGUK) associata alla membrana.
- FTSJ1: Transfert RNA metiltransferasi 1 è un membro della famiglia delle proteine leganti la S-adenosilmetionina. Questa proteina nucleolare è coinvolta nell'elaborazione e nella modifica del tRNA.[14][15]
- GDI1: RabGDI alfa crea un complesso con le piccole proteine leganti GTP geranilgeranilate della famiglia Rab e le mantiene nel citosol.
- MECP2 : la proteina legante metil CpG 2 è un regolatore della trascrizione, che reprime la trascrizione dai promotori del gene metilato. Sembra essere essenziale per la normale funzione delle cellule nervose.[16] A differenza di altri membri della famiglia MBD, MECP2 è legato all'X e soggetto a inattivazione dell'X. Le mutazioni del gene MECP2 sono la causa della maggior parte dei casi di sindrome di Rett, un disturbo progressivo dello sviluppo neurologico e una delle cause più comuni di disabilità intellettiva nelle donne.
- ARX : homeobox correlato a aristaless, è una proteina associata a disabilità intellettiva e lissencefalia. Questo è un gene contenente un homeobox espresso durante lo sviluppo. La proteina espressa contiene due domini conservati, un peptide C (o dominio aristaless) e il dominio homeobox della classe prd-like. È un membro della famiglia delle proteine del gruppo II aristaless i cui membri sono espressi principalmente nel sistema nervoso centrale e/o periferico. Questo gene è coinvolto nello sviluppo del SNC e del pancreas. Le mutazioni in questo gene causano disabilità intellettiva legata all'X ed epilessia.[17]
- JARID1C: la demetilasi 5C specifica della lisina è un enzima che negli esseri umani è codificato dal gene KDM5C, un membro della famiglia di omologhi SMCY e codifica per una proteina con un dominio ARID, un dominio JmjC, un dominio JmjN e due dita di zinco di tipo PHD. I motivi leganti il DNA suggeriscono che questa proteina è coinvolta nella regolazione della trascrizione e nel rimodellamento della cromatina.[18]
- PHF8 : PHD finger protein 8 appartiene alla famiglia delle ossigenasi dipendenti dal ferro ferroso e dal 2-ossoglutarato,[19] ed è un istone lisina demetilasi con selettività per gli stati di- e mono-metile.[20]
- FMR2 : Ritardo mentale fragile 2 (FMR2: sinonimo AFF2),[21] la proteina appartiene alla famiglia AFF che attualmente ha quattro membri: AFF1/AF4, AFF2/FMR2, AFF3/LAF4 e AFF4/AF5q31.[22] Tutte le proteine AFF sono localizzate nel nucleo e hanno un ruolo di attivatori trascrizionali con un'azione positiva sull'allungamento dell'RNA. AFF2/FMR2, AFF3/LAF4 e AFF4/AF5q31 si localizzano in punti nucleari (strutture subnucleari considerate siti di memorizzazione/modifica dei fattori di splicing pre-mRNA) e sono in grado di legare l'RNA con un'elevata affinità apparente per la struttura G-quadruplex. Sembrano modulare lo splicing alternativo tramite l'interazione con la struttura di formazione dell'RNA G-quadruplex.
- Slc6a8: il trasportatore della creatina è una proteina necessaria affinché la creatina entri nella cellula. La creatina è essenziale per mantenere i livelli di ATP nelle cellule con un elevato fabbisogno energetico.[23]
- GSPT2[24]
- MAGED1[24]